# Première consultation
Albums de Doc Gynéco
Liaisons dangereuses
(1998)
Singles
1. Viens voir le docteur
Sortie : 1996
2. Passement de jambes
Sortie : 1996
3. Nirvana
Sortie : 1996
4. Né ici
Sortie : 1997
5. Vanessa
Sortie : 1997
6. Ma salope à moi
Sortie : 1997
7. Dans ma rue (promo)
Sortie : 1997
8. Viens voir le docteur (version alternative)
Sortie : 2016
9. Histoire d'un mec
Sortie : 2016

Première consultation est le premier album studio du rappeur français Doc Gynéco, sorti le 15 avril 1996. 
C'est avec cet album que le rappeur se fait connaître auprès du grand public. Certifié double disque de platine, il s'est écoulé à plus d'un million d'exemplaires et devient l'un des albums de hip-hop les plus vendus en France.
Peu attiré par le son des boîtes à rythmes, ordinairement utilisées dans le rap français, Doc Gynéco impose à sa maison de disques que les compositions musicales de ses chansons soient majoritairement jouées par de vrais instruments. C'est donc dans un studio de Los Angeles (Californie), sous la direction du producteur et ingénieur du son américain Ken Kessie, que l'album est enregistré par des musiciens de studio professionnels. L'album fait notamment participer Passi et le rappeur latino-américain El Maestro.
Le style musical de Première consultation innove grâce à une sonorité pop, funk et soul, très influencé par le G-funk californien de Dr. Dre (cf. The Chronic). Le flow mélodieux de Doc Gynéco, presque chanté, le rapproche de la variété française (ce qu'il revendique par ailleurs sur le morceau Classez-moi dans la variet) et soutient des textes aux thèmes urbains et aux références populaires, abordés entre humour, légère provocation et désenchantement.
Avec des titres comme Viens voir le docteur, Nirvana, Né ici ou encore Dans ma rue, Première consultation est considéré comme un classique et l'un des meilleurs albums du rap français.

## Présentation
Doc Gynéco peint une galerie de portraits, de lieux et personnages, attitudes et événements, qui crient leur vérité. Il imposait d'emblée un personnage hâbleur, cynique, gentiment sauvageon, obsédé sexuel, macho et romantique à la fois, jamais dupe des codes qu'il décrit et dont l'auditeur sent bien qu'il les a éprouvés. De Nirvana à Vanessa, il joue avec les conventions et la bienséance, de Né ici à Dans ma rue, il dessine un tableau fidèle des lieux où il a vécu et qui vont devenir, dans le même temps, l'objet de toutes les fixations.
La sortie de l'album rencontre quelques controverses dès le début. Le premier single, Viens voir le docteur, est évoqué, accusant Doc Gynéco et Virgin de chercher à produire un tube commercial. Par ailleurs, le titre Dans ma rue suscite une polémique, la LICRA portant plainte en raison de l'utilisation du terme « youpin ». La chaîne de télévision M6 refuse de diffuser le clip de Nirvana en raison de son thème central, le suicide. En revanche, Canal+ et Nova Mag lui apportent leur soutien et le mettent en avant. Vanessa Paradis, bien que peu enthousiaste à l'égard de la chanson Vanessa, n'en interdit pas la diffusion mais refuse toute promotion aux côtés de Doc Gynéco. En revanche, avec Né ici, titre plus consensuel, les ventes s'envolent,.
Doc Gynéco adopte une expression naturelle, s'éloignant des voix stéréotypées de certains groupes de rap qui, à l'époque, pouvaient réfuter le grand public dans un genre encore émergent en France. L'album se distingue également par l'utilisation majoritaire d'instruments réels, une approche peu courante dans le rap, surtout à cette période.
L'enregistrement final diffère considérablement de la maquette, tant sur le plan instrumental que vocal, ce dernier étant davantage rappé. Un seul titre de la maquette, Histoire d'un mec, n'est pas retenu pour l'album pour des raisons inconnues. Il restera inédit pendant vingt ans avant de sortir en single lors de la réédition anniversaire. Cependant, un extrait de son deuxième couplet réapparaît dans No se vende la calle, tandis que son refrain est réutilisé en 2005 pour Le temps passe, chanson interprétée par le Ministère A.M.E.R. (dont Doc Gynéco fut l'un des membres les plus notoires) et Johnny Hallyday. Ce refrain s'inspire du célèbre Non, je ne regrette rien d'Édith Piaf.

## Crédits

### Chanteurs, rappeurs et chœurs
- Passi en duo sur Est-ce que ça le fait ?
- Atlantique sur Les Filles du moove (c'est la compagne de Philippe Ascoli, directeur artistique cité dans Histoire d'un mec)
- El Maestro en duo sur No se vende la calle (ce dernier étant une rencontre hasardeuse du Doc faite à Los Angeles pendant la période d'enregistrement du disque).
- Nancy Fletcher, la « voix funérale » de Nirvana. Elle fut choriste pour Big Daddy Kane, Snoop Dogg et Tha Dogg Pound entre autres. Elle fait également les chœurs sur les morceaux Né ici et Les filles du moove.
- Karl et Said, les chœurs pendant les refrains sur Viens voir le docteur.
- Assia en chœurs sur Ma salope à moi.
- Jeanie Tracy en chœurs sur Première consultation.
- Nabila Mokeddem, la voix féminine du refrain de Classez-moi dans la variet.

### Musiciens
- Basse : Nathaniel Phillips, James Wirrick
- Claviers, synthétiseurs : Ken Kessie, Keith Lewis, James Wirrick, Ronnie King, Paul Taylor, Michael Notfleet
- Guitare électrique : Marlon McClain, Micael Sene
- Percussions, programmations, batterie : Luis Conte, Ken Kessie
- Trombone : Nick Lane
- Saxophone, flûte : Gary Herbig
- Trompette : Greg Adams

### Equipe technique et production
- Directeur artistique : Thierry Planelle[5]
- Producteur : Ken Kessie[6]
- Graphiste : Paul Ritter
- Coordinateurs : Laurence Fumet, Maureen Droney
- Conception : Vincent Bergerat
- Ingénieurs du son : Ken Kessie, Tulio Torrinello
- Mixage : Bernie Grundman, Ken Kessie
- Photographe : Nicolas Kidiroglou
- Auteurs : Alexis Ouzani (Nirvana, Passement de jambes, Vanessa et Histoire d'un mec[7]), Sodi (Si tu crois que je pèze), Passi (Vanessa), Bruno Beausir (Vanessa) et Doc Gynéco.

## Explication de quelques titres

### Viens voir le docteur
Dans Viens voir le docteur, Doc Gynéco s'adresse aux jeunes filles qui découvrent la sexualité et à la femme qui s'ennuie avec son ami plus intéressé par l'alcool, le football à la télé, et la pétanque. Il les invite à venir le voir pour une première consultation. De nombreuses références aux séries télés sont dans la chanson : la série américaine Beverly Hills 90210 à travers ses personnages (Brenda et son petit ami Dylan), et des séries françaises pour ado de AB Productions : Hélène et les Garçons (paroles : « Tu seras Hélène et je serai tous les garçons »), Le Miel et les Abeilles (« Je serai l’abeille qui va lécher ton miel »), Premiers Baisers (« Je te ferai ton premier baiser »), Les Filles d'à côté (« Mais ne sois pas fâchée contre les filles d’à côté »), Classe mannequin (« Qui dans leur classe de mannequin veulent m’attirer »). Le chanteur fait également référence à des magazines pour ado : OK! (« Pour te conseiller, je suis OK »), Podium (« Monte sur mon podium »), Bravo Girls !. Doc Gynéco, grand fan de football, cite encore, comme dans Passement de Jambes plusieurs joueurs et clubs : George Weah, David Ginola, le PSG et l'OM. Il y a par ailleurs un jeu de mots avec « Ma fleur de mâle » pour Les Fleurs du mal de Charles Baudelaire.

### Dans ma rue
Ode à son quartier de la Porte de la Chapelle dans le 18e arrondissement de Paris. Il le décrit comme glauque, sale, malfamé et l'appelle sa banlieue. Le récit se situe rue de la Chapelle et dans sa continuité rue Marx-Dormoy. Le tableau : 8.6 (bière forte) et joint, prostituées crackées et policiers ripoux (et cocus), commerçants juifs et chinois, clochards et toxicomanes, facteurs commis de proxénète et fous armés, vols et viols, kebab périmé et épicier hors de prix (la nuit), pigeons, vomi, seringues. Il compare son quartier aux pub Benetton car dans sa rue aussi les gens ont toutes les couleurs en ajoutant qu'il faut être trilingue pour communiquer. Le métro Porte de la Chapelle est bien terminus à l'époque comme il le dit. Les magasins Ed se nomment aujourd'hui DIA. Doc Gynéco habitait le 23e étage d'une tour de porte de la Chapelle. En outro High From The Chronic (Slowed) par Bass Fraternity de 1995 est repris. Sur la version maquette il y a ce passage : Mon 18e n'y touche pas je l'aime, mon 18e n'y touche pas je l'aime, par à-coups.

### Nirvana
Titre sur le thème du suicide comme l'avait déjà abordé NTM avec le single J'appuie sur la gâchette en 1993. Il exprime sa lassitude de la vie causée par le monde qui change ou par sa notoriété et ses inconvénients, qui provoque en lui le désir d'atteindre le Nirvana, allusion à Kurt Cobain chanteur du groupe Nirvana suicidé en 1994. La drogue qui permet d'échapper à la réalité est citée à plusieurs reprises, le cannabis : « la boulette à effriter, les feuilles OCB, les gros bang » ; la cocaïne : « me doper à la Diego Maradona » ; l'alcool : « le douze ans d'âge », mais aussi avec en citant la chanson Le monde est stone (sur le suicide également) ou quand il dit « pris dans la fonce-dé ». Il cite plusieurs suicidés célèbres : les acteurs Patrick Dewaere (1982) et Marilyn Monroe (1962), le clown Achille Zavatta (1993), le politicien Pierre Bérégovoy (1993), mais également Ayrton Senna (accident mortel avec sa Formule 1 en 1994) ou les dieux Allah, Krishna, Bouddha, Jehovah. Il parle de ses baskets Puma portées sur la pochette du disque. Deux chansons citées : Flirt avec le meurtre du Ministère A.M.E.R. qui traite de la perte de contrôle de soi-même (sur l'album 95200 en 1994) et la comptine Un, deux, trois, nous irons au bois revisitée. La mannequin Brandi Quinones qu'il dit être sa petite amie dans le texte deviendra un temps sa compagne en 2009. Sur la maquette le refrain est rappé alors que sur la version album il est chanté.

### Passement de jambes
Métaphore du rap par le football. Plusieurs joueurs, clubs, et éléments du milieu footballistique sont cités directement ou indirectement. Les joueurs : Bebeto, Dino Zoff, Michel Platini, Basile Boli, Karl-Heinz Rummenigge, Eric Cantona, Jean-Pierre Papin, « le lion indomptable » (Roger Milla), « le Kaiser » (Franz Beckenbauer), « le Roi » (Pelé), « je marque de la main » (Maradona, en référence à son but de la main lors de la Coupe du monde de football 1986). Les clubs : « Virgin AC » (Milan AC), « Les Verts » (AS Saint-Étienne). Les stades : le « Parc des Princes », « Guadalajara » (Stade Jalisco où la France a battu le Brésil lors de la Coupe du monde de football 1986). Des marques de sport : « Umbro Gyneco » (avec le mot « Umbro » qui est l'anagramme de « Bruno » à une lettre près), Diadora et aussi la boisson favorite de Jean-Pierre Papin : le Cacolac. Des chansons de supporters : Le Feu, Oh Ah Cantona. Les dessins animés : Mark Landers, Olive et Tom. Un jeu vidéo : Kick Off. L'affaire VA-OM : « J'ai des millions de francs cachés dans mon jardin ».

### Né ici
Né Ici, en France métropolitaine « Dans la misère et les cris », alors que ses parents sont nés sur les îles ensoleillés des Antilles françaises. Le titre alterne couplet paradisiaque sur la Guadeloupe et couplet sordide sur Paris rue de la Chapelle, boulevard Ney dans le 18e arrondissement. Dans les DOM c'est le zouk, Francky Vincent (avec notamment le tube Fruit de la passion (vas-y Francky c'est bon !)), le colombo, les plats épicés, le poisson grillé, le fruit de la passion, l'eau de coco, la canne à sucre et le citron vert pour faire le ti-punch avec les rhum Trois Rivières, Bologne ou La Mauny, et les filles en maillots. Il y a aussi les promenades à Basse Terre, à la Soufrière, à la Plage du Gosier, à la Pointe, et cela gratuitement tous les trois ans grâce aux congés bonifiés. Tandis qu'en Métropole, c'est drogues (alcool, cannabis), prostituées (du boulevard Ney), grisaille « tout est gris ça s'appelle Paris », pauvreté « vol chez ED » (« je suis Arsène Lupin »), deal, prison (« certains se sont fait soulever »), attentats (sur les Champs-Élysées et le RER Saint Michel en 1995) - voir les articles : Fouad Ali Saleh et Attentats de 1995 en France.
Dans le texte il dit « j'espère qu'on va cliper, tu pourras voir la tristesse de mon quartier ». Un clip sera bien réalisé mais il ne sera filmé qu'en Guadeloupe. Il dit aussi : « Les bombes pètent dans le RER D », clin d'œil à ligne de Garges-Sarcelles alors que c'est sur le RER B qu'il y a eu une bombe. Jeux de mots dans la phrase « Avec mon escorte quitter Paris », la Ford Escort étant un modèle prisé par la communauté Antillaise. Stomy Bugsy aurait dû apparaître sur l'album, il était prévu qu'il vienne à Los Angeles enregistrer le dernier couplet du titre Né Ici, ce qui n'aurait finalement pas pu se faire car il travaillait au même moment son propre premier album solo à Paris. Pourtant Stomy Bugsy n'est pas d'origine antillaise mais de parents capverdiens. Or, le titre est plutôt axé sur les Antilles et la Guadeloupe, même si le thème peut être transposé à d'autres contrées. D'après le Doc Gynéco lui-même, le 15 avril 2016 sur la radio Le Mouv', cela ne s'est pas fait car personne ne croyait à la réussite de l'album. Toutefois dans les dernières paroles de la chanson, Doc Gyneco dit « Moi je suis né ici, et mon enfant aussi » alors même qu'il n'en a pas à l'époque, tandis que Stomy est père depuis 1992. Allusion au tube d'Alliance Ethnik Simple et funky quand il dit « Ma vie n'est pas simple elle n'est pas funky ». La phrase « Les seringues mortes se ramassent à la pelle » fait ici allusion à la chanson Les Feuilles mortes (« Les feuilles mortes se ramassent à la pelle ») de Jacques Prévert.

### Vanessa
Dans cette chanson, Doc raconte la vie d'un jeune célibataire qui rêve et fantasme sur de belles filles en bas résille ou même Daphné de Scoubidou en lisant des SAS et regardant la photo de Vanessa. Il s'ensuit pollutions nocturnes ou masturbation devant les films X de Canal +. Vanessa Paradis n'est jamais citée directement dans le texte mais Doc parle bien d'elle en nommant son ex-compagnon « Lenny » (pour Lenny Kravitz) et en parlant de son arrestation avec une boulette de cannabis dans les « nichons ». La chanson peut également à d'autres moments faire référence à l'actrice Vanessa Demouy. Dans le refrain, la phrase « Dis moi, pourquoi tu fais ça » est une parodie de la chanson N'importe quoi de Florent Pagny, tandis que « J'veux une tasse-pé » serait inspirée de la chanson À Propos de Tass de Tout simplement noir sortie en 1995, dont le refrain était « des tasspés des tasspés ! ». Dans la maquette le morceau se terminait avec ces paroles : « Ma Mercedes, sans capote ; Ma Porsche Carrera, sans capote ; et Vanessa lalala ; je veux une tasspéchhh ».

### Classez moi dans la variet'
Une critique de tous ceux qui cherchent d'abord à revendiquer un style musical ou une mode plutôt que de faire de la musique comme le fait Doc Gynéco, qui ne s'impose pas d'étiquette hormis celle de la variété, un style fourre tout comme son nom l'indique et souvent dénigré. Il se souvient que la première vague de rap en France fut une mode passagère, axée sur les termes « hip-hop », « smurf » et « graffiti » portés par la Zulu Nation d'Afrika Bambaataa. Soirées au Globo (quartier de Strasbourg - Saint-Denis) et à la Grange-aux-Belles à Paris. À l'époque de l'ancienne école les Zulus trainaient en Adidas avec la carte d'Afrique autour du cou tandis que lui jouait au foot en se prenant pour Zico, Platini ou Maradona. Doc Gynéco dit ne pas savoir danser la hype ou la gogo mais La Danse des canards. Les rappeurs autour de lui sont abrutis par la culture américaine (MTV, Nike, Cross Colours, Karl Kani) quand son disque se trouve à la Fnac au rayon variet' à côté des disques de AB Productions. Le rap gangsta est critiqué également quand Doc Gynéco explique que plus on dit d'insultes en anglais, comme « fuck » ou « bitch », plus les disques se vendent et que le soi-disant gangster rentre chez lui en Porsche Carrera. Le titre se termine par « Tes états d'âmes sont pour moi, comme les États d'Amérique » en référence à la chanson Tes états d'âme... Éric de Luna Parker en 1986 (avec les paroles : « Tes états d'âme sont pour moi Eric comme les États d'Amérique »).

### Les filles du moove
Un portrait des filles peu diplômées (BEP, Bac G), fashion victims accoutrées comme des Barbies avec des sacs à mains Mandarina, Double M, des chaussures à talons (carrés comme dans le titre Vanessa) des vêtements Morgan, Kookaï, du parfum Chanel, Trésor de Lancôme, Paco Rabanne, qui rêvent de soirées aux Bains Douches mais passent plutôt leurs temps au KFC et Châtelet-Les Halles. Leurs petits amis y sont décrits comme un « Apache », un « Ken », un « Squale ». Leurs lectures sont les magazines Photo, Mode ou Casting. Elles tentent les castings et veulent jouer dans des films ou chanter comme Madonna et Vanessa Paradis. Mais la réalité est plus triste, elles se retrouvent à dépenser les allocs de leurs petits bébés (appelés Malcolm, Jordan ou Dylan), baskets Nike aux pieds lors de soirées rap et jazz rock en sniffant des poppers plutôt que de changer des couches Pampers. Le titre se finit par un jeu de mots entre « feuille à rouler » (du cannabis) et « fille bien roulée ».

### Histoire d'un mec
Titre de la maquette restant inédit pendant vingt ans jusqu'à la réédition en 2016, c'est le premier morceau en solo de Doc Gynéco, celui qui lui a permis de signer chez Virgin, mais pourtant non repris sur l'album. Il y parle de sa vie pendant l'enfance et l'adolescence, passée à jouer au foot, regarder Récré A2 ou lire Strange, acquis grâce à l'argent de sa carte Orange. Dans le couplet suivant, il passe à l'alcool, la flambe, le rap puis découvre Sarcelles (la seconde capitale) au sein du Secteur Ä. Dans le troisième couplet, il entre dans le « monde de requins » de la musique où il rencontre entre autres Philippe Ascoli (en), Emmanuel de Buretel et Thierry Planelle. Le deuxième couplet est utilisé pour le titre No se vende la calle (piste 10 de l'album) et le refrain en 2005 pour le titre Le temps passe avec Johnny Hallyday et Ministère A.M.E.R. (album Ma vérité de Johnny Hallyday). Ce refrain est inspiré du titre Non, je ne regrette rien d'Édith Piaf.

## Tournée

### Première consultation Tour
| Dates et année(s)                 | Nom                        | Nombre de concerts | Album soutenu                                    |
| --------------------------------- | -------------------------- | ------------------ | ------------------------------------------------ |
| 15 avril 2016 - 20 décembre 2016, | Première consultation Tour | 37                 | Première consultation (édition 20e anniversaire) |

- En 2016, Doc Gynéco célèbre les vingt ans de son premier album Première consultation lors d'une tournée en France et dans les pays francophones. Un concert est annoncé à l'Olympia à Paris. Une fois l'annonce de la vente des billets ouverte, le concert affiche complet en à peine trois heures. Un deuxième concert à l'Olympia est alors très vite annoncé pour le 26 mai, qui se verra complet en moins de 48 heures. En raison du succès des deux dates parisiennes, Doc Gynéco annonce une troisième date au Zénith de Paris, le 18 novembre 2016. La tournée connaît un franc succès, la majorité des dates en France étant complètes.

## Récompenses

### Certifications
En 1997, l'album est d'abord certifié disque d'or, double disque d'or et disque de platine. Au printemps 1998, il est certifié double disque de platine. Il s'est écoulé à plus d'un million d'exemplaires,. La même année, le single Ma salope à moi est certifié single d'argent.

### Victoires de la musique
En 1998, Doc Gynéco est nommé dans la catégorie « Révélation de l'année » pour son album Première consultation.

## Critique
En septembre 2012, le magazine Les Inrockuptibles publie un classement réalisé par Olivier Cachin des 10 meilleurs albums de rap français de tous les temps. Première consultation arrive à la première place. Son album est aujourd'hui considéré comme un classique et une référence incontournable du rap français.

## Dans la culture populaire

### Reprises
- En 2013, Kincy du groupe Orties réalise une cover du morceau Vanessa[20].
- En 2015, presque vingt ans après la sortie de l'album, le rappeur Black M du groupe Sexion d'Assaut reprend le titre Dans ma rue, premier extrait d'une compilation de reprises du Secteur Ä intitulée Affaire de famille. Il subit des accusations d'antisémitisme à cause du terme raciste youpin, choisi par Doc Gynéco pour rimer avec magasin[21].
- En 2016, Caballero et JeanJass samplent Vanessa sur leur morceau Elle me veut[22].

### Hommages
- En 2013, Alpha Wann cite Doc Gynéco sur sa chanson Flingtro : « Comme Gynéco, j'veux atteindre le Nirvana ».

- En 2015, Nekfeu rend hommage à Gynéco dans son morceau Princesse sur son album Feu, en empruntant l'onomatopée « i-é » que chantait Doc sur sa chanson Ma salope à moi[23].
- En 2016, SCH intitule une chanson Le Doc, clin d’œil à Doc Gynéco.

- En 2018, Alkpote nomme une chanson Le Nouveau Doc sur son album Inferno.
- En 2019, le chanteur Hamza publie la chanson Gynéco, référence au Doc.

## Liste des titres
| 1.    | Viens voir le docteur - Dirty moog mix (sample de "Stop, Look, Listen (To Your Heart) (en)" par Diana Ross et Marvin Gaye) | Doc Gynéco                       | 5:21 |
| 2.    | Dans ma rue (High for the Chronic!) (sample de "High for The Chronic" par Bass Fraternity)                                 | Doc Gynéco                       | 4:01 |
| 3.    | Nirvana | Doc Gynéco, Alexis Ouzani        | 5:38 |
| 4.    | Passement de jambes | Doc Gynéco, Alexis Ouzani        | 3:56 |
| 5.    | Né ici (sample de "Attitudes" par The Bar-Kays)                                                                            | Doc Gynéco                       | 4:34 |
| 6.    | Vanessa | Doc Gynéco, Alexis Ouzani        | 5:26 |
| 7.    | Classez moi dans la variet'                                                                                                | Doc Gynéco                       | 4:17 |
| 8.    | Les filles du moove (sample de "Catch It 'Fore It Falls" de Side Effect (en))                                              | Doc Gynéco                       | 4:14 |
| 9.    | Si tu crois que je peze | Doc Gynéco, Sodi                 | 3:40 |
| 10.   | No se vende la calle - L.A. Razza mix (featuring El Maestro)                                                               | Ken Kessie                       | 4:17 |
| 11.   | Celui qui vient chez toi (Quand tu n'es pas là)                                                                            | Doc Gynéco                       | 4:11 |
| 12.   | Est-ce que ça le fait ? (featuring Passi)                                                                                  | Doc Gynéco                       | 4:32 |
| 13.   | Tel père tel fils (Papa was a Rollin' Stone) (reprise de "Papa Was a Rollin' Stone" de The Temptations)                    | Barrett Strong, Norman Whitfield | 4:14 |
| 14.   | Première consultation | Doc Gynéco                       | 4:06 |
| 56:06 | |                                  |      |

## Rééditions
Une réédition de l'album, parue en 1997, fait apparaître le titre Ma salope à moi en qualité de piste bonus.
| 15.   | Ma salope à moi (piste bonus) | Doc Gynéco, Iso | 4:10 |
| 60:16 |                               |                 |      |

Une réédition de l'album, parue en 2016 (célébrant les vingt ans de l'album) est composée de deux disques (ou trois en collector avec un disque en version instrumentale). Le premier est l'album avec ses quatorze titres remastérisés. Le deuxième se compose de huit interludes, neuf titres remix, versions alternatives, raretés, bonus, trois titres inédits dont la reprise de La Bohème et deux titres originaux enregistrés à l'époque.
| No  | Titre                                                         | Compositeur(s)            | Durée |
| --- | ------------------------------------------------------------- | ------------------------- | ----- |
| 1.  | Interlude promo 1996                                          |                           | 0:27  |
| 2.  | Viens voir le docteur (Version alternative)(Nouveau mix 2016) | Doc Gynéco                | 5:05  |
| 3.  | Le mec en vogue -Inédit                                       | Doc Gynéco                | 3:27  |
| 4.  | Interlude les filles que j'aime                               |                           | 1:12  |
| 5.  | Né rue case nègre (featuring MC Janik)                        | Doc Gynéco                | 4:27  |
| 6.  | Interlude dans ma rue - Interview                             |                           | 0:22  |
| 7.  | In my street (White M Mix) (featuring JM Sissoko)             | Doc Gynéco                | 3:31  |
| 8.  | Histoire d'un mec - Inédit                                    | Doc Gynéco                | 4:54  |
| 9.  | Intro interview baskets blanches                              |                           | 1:07  |
| 10. | Nirvana (Version alternative)                                 | Doc Gynéco, Alexis Ouzani | 5:05  |
| 11. | Interlude Charles Aznavour tous les matins                    |                           | 0:29  |
| 12. | La bohème - Inédit (featuring Assia)                          | Charles Aznavour          | 3:34  |
| 13. | Interlude j'blague avec la balle                              |                           | 0:07  |
| 14. | Passement de jambes (Version alternative)                     | Doc Gynéco, Alexis Ouzani | 5:00  |
| 15. | Ma salope à moi                                               | Doc Gynéco, Iso           | 4:10  |
| 16. | Interlude ami ou ennemi                                       |                           | 0:24  |
| 17. | Arrête de mentir (featuring Arsenik)                          | Doc Gynéco, Arsenik       | 5:05  |
| 18. | Nirvana (Piano/Voix)                                          | Doc Gynéco, Alexis Ouzani | 4:10  |
| 19. | Classé moi dans la varièt (Remix DJ Erise et Doct Ness)       | Doc Gynéco                | 4:21  |
| 20. | Outro                                                         |                           | 0:17  |

## Classements
| Classements                  | Meilleure position |
| ---------------------------- | ------------------ |
| Belgique (Wallonie Ultratop) | 23                 |
| France (SNEP)                | 2                  |

## Clips
- 1996 : Viens voir le docteur
- 1996 : Nirvana
- 1996 : Né ici
- 1997 : Né rue case nègre (feat. MC Janik)

## Maquette

### Liste des titres
| No  | Titre                                    | Durée |
| --- | ---------------------------------------- | ----- |
| 1.  | Première Consultation                    |       |
| 2.  | Les filles du Moove                      |       |
| 3.  | Nirvana                                  |       |
| 4.  | Classez-moi dans la variet'              |       |
| 5.  | C'est l'histoire d'un mec                |       |
| 6.  | Je suis celui qui vient chez toi         |       |
| 7.  | Dans ma rue                              |       |
| 8.  | Vanessa                                  |       |
| 9.  | Si tu crois que je pèze                  |       |
| 10. | Né ici                                   |       |
| 11. | Clic Clic pour la clinique               |       |
| 12. | Feintes de corps et passements de jambes |       |
| 13. | Est-ce que ça l'fait ?                   |       |
| 14. | Viens voir le docteur                    |       |

Sur l'album seront ajouté les titres No se vende la calle et Tel père tel fils ; seront retiré C'est l'histoire d'un mec et Clic Clic pour la clinique.
Produit par Mariano Beuve (1962-2009) le 30 octobre 1995 au studio des Disques Adès (54 Rue Saint-Lazare à Paris).